# Гамильтон, Уильям, 2-й герцог Гамильтон
Уильям Гамильтон (англ. William Hamilton; 14 декабря 1616, Гамильтон, Ланаркшир — 12 сентября 1651, Коммандери, Вустершир), 2-й герцог и 4-й маркиз Гамильтон, 2-й маркиз Клайдсдейл, 7-й граф Арран и 3-й граф Кембридж (с 1649 г.), 1-й граф Ланарк (с 1639 г.) — крупный государственный деятель Шотландии из рода Гамильтонов, участник ковенантского движения и гражданских войн в Шотландии середины XVII века.

## Биография
Уильям Гамильтон был вторым сыном Джеймса, 2-го маркиза Гамильтона, и леди Анны Каннингем. Он получил образование в университете Глазго, а позднее — во Франции, и с 1630-х гг. стал одним из придворных короля Англии и Шотландии Карла I.
В 1639 г. Уильям был возведён королём в титул графа Ланарка, а в следующем году назначен государственным секретарём Шотландии. После начала в 1637 г. восстания в Шотландии и утверждения «Национального ковенанта», Уильям примкнул к умеренной партии своего старшего брата Джеймса Гамильтона и выступал за компромисс между королём и ковенантерами. Вместе со своим братом Уильям в 1643 г. был арестован Карлом I в Оксфорде по подозрению в измене и переходе на сторону шотландского парламента, но вскоре бежал, вернулся в Шотландию и примкнул к ковенантскому правительству. Более того, в 1645 г. Ланарк сформировал из членов клана Гамильтон и других жителей юго-западной Шотландии небольшую армию для борьбы с роялистами Монтроза и участвовал в сражении при Килсайте.
В 1646 г. граф Ланарк участвовал в переговорах шотландского правительства с пленённым королём Карлом I в Ньюкасле и пытался убедить его согласиться на введение пресвитерианства в Англии. После выдачи короля английскому парламенту Ланарк стал лидером умеренного крыла ковенантского движения, выступающего за достижение компромисса с роялистами с целью борьбы против английских «индепендентов». 26 декабря в Карисбруке, остров Уайт, он подписал знаменитый «Ингейджмент» — военно-политический договор шотландского правительства с королём, который вызвал Вторую гражданскую войну в Англии. Однако в битве при Престоне войска «ингейджеров» были разбиты Оливером Кромвелем, а к власти в Шотландии пришли радикальные пресвитериане. Ланарк был вынужден покинуть родину, и в 1648 г. он присоединился ко двору изгнанного принца Уэльского в Нидерландах.
9 марта 1649 г. в Вестминстере был казнён старший брат Ланарка, Джеймс Гамильтон, пленённый англичанами после битвы при Престоне. Уильям унаследовал владения Гамильтонов и титул герцога. При дворе Карла II в Нидерландах Уильям занял одно из ведущих мест и поддержал переговоры короля с шотландским правительством об условиях реставрации. После подписания 1 мая 1650 г. Бредского соглашения об условиях возвращения шотландского престола Карлу II, герцог Гамильтон вместе с королём прибыл в Шотландию. Однако, не желая идти на уступки маркизу Аргайлу, главе шотландского правительства и лидеру радикальных ковенантеров, Гамильтон отошёл от активной политической деятельности.
Когда весной 1651 г. Карл II набрал новую армию для отражения вторжения Оливера Кромвеля в Шотландию, Гамильтон вместе с отрядом своего клана вступил в её ряды и участвовал в походе короля в Англию. Он отличился в сражении при Вустере 3 сентября 1651 г., но был тяжело ранен и 12 сентября скончался.
Уильям Гамильтон не оставил потомства мужского пола и титул герцогини Гамильтон и владения семьи в обход прав своих дочерей он завещал племяннице Анне. Все прочие титулы Уильяма с его смертью перестали существовать.